# Дом Гальперина — Ивенского
Дом Гальперина — Ивенского — историческое здание XIX века в Минске, памятник архитектуры (номер 711Е000001). Расположен по адресу: Революционная улица, дом 32.

## История
В XVIII — первой половине XIX вв. на этом месте находился монастырь ордена рохитов. В 1824 году монастырь был закрыт, до середины XIX века его постройки были разобраны, территория застроена жилыми домами, тогда же построен этот двухэтажный дом. Он был сильно повреждён большим городским пожаром 1881 года. После пожара владелец, мещанин Гальперин, перестроил дом. В начале XX века домом владел мещанин Шимон Ивенский. По состоянию на 1910 год, все помещения здания использовались как жилые квартиры. После 1920 года дом был национализирован, использовался под коммунальные квартиры. В годы Великой Отечественной войны дом не пострадал и до конца XX века сохранял жилые квартиры на обоих этажах.

## Архитектура
Двухэтажное кирпичное здание имеет в плане сложную форму, накрыто двускатной крышей. Фасад разделяет на этажи профилированная тяга, а венчает профилированный карниз. Оконные и дверные проёмы первого этажа прямоугольные, с наличниками. Окна второго этажа лучковые, с наличниками и прямыми сандриками, часть простенков украшают пилястры.